# Rubén Wolkowyski
Rubén Oscar Wolkowyski (ur. 30 września 1973 w Castelli) – argentyński koszykarz, posiadający także polskie obywatelstwo, występujący na pozycjach silnego skrzydłowego lub środkowego, mistrz olimpijski z Aten oraz wicemistrz świata z Indianapolis.
Mierzący 208 cm wzrostu koszykarz zawodową karierę zaczynał w 1993 w Quilmes Mar del Plata. Wcześniej uczęszczał do szkoły średniej Quilmes. W ojczyźnie grał także w Boca Juniors oraz Estudiantes de Olavarría. Próbował swych sił w klubach NBA – jako pierwszy Argentyńczyk. Grał w Seattle Supersonics (2000-2001) i Boston Celtics (2002-2003). Był zawodnikiem czołowych zespołów Europy: CSKA Moskwa (2001-2002), TAU Cerámica (2002-2003), Olympiakosu Pireus (2003-2004) i Chimki Moskwa (2004-2007). Krótko był koszykarzem Prokomu, w pierwszej fazie sezonu 2007/08 (4 spotkania).
W seniorskiej reprezentacji Argentyny debiutował w 1993. Czterokrotnie brał udział w MŚ. Może się poszczycić złotem z Aten i srebrnym medalem MŚ 2002. Brał udział w IO 96.

## Osiągnięcia i wyróżnienia
Na podstawie, o ile nie zaznaczono inaczej.

### Drużynowe
- 2-krotny mistrz Argentyny (1997, 2000)
- Wicemistrz:
  - Rosji (2006)
  - Argentyny (1998)
- Brązowy medalista mistrzostw Rosji (2007)
- 2. miejsce w: 
  - EuroChallenge (2006)
  - pucharze:
    - Rosji (2006)
    - Grecji (2004)
    - Hiszpanii (2003)

### Indywidualne
- MVP:
  - sezonu ligi argentyńskiej (2000)
  - finałów ligi argentyńskiej (2000)
  - argentyńskiego All-Star Game (1996)
- Uczestnik meczu gwiazd:
  - ligi argentyńskiej (1993, 1995-2000)
  - Eurochallenge (2005, 2006)
- Lider ligi argentyńskiej w:
  - zbiórkach (1995, 1997)
  - blokach (1995, 1997, 1998)

### Reprezentacja
Seniorów
- Mistrz:
  - olimpijski z Aten (2004)
  - Ameryki (2001)
  - igrzysk panamerykańskich (1995)
  - Ameryki Południowej (2001)
- Wicemistrz:
  - świata (2002)
  - Ameryki (1995, 2003)
  - Ameryki Południowej (1995, 1999)
- Brązowy medalista:
  - mistrzostw Ameryki (1993)
  - turnieju FIBA Diamond Ball (2004)
- Uczestnik:
  - igrzysk:
    - Dobrej Woli (Goodwill Games – 1994, 1998)
    - olimpijskich (1996 – 9. miejsce, 2004)

  - mistrzostw świata (1994 – 9. miejsce, 1998 – 8. miejsce, 2002, 2006 – 4. miejsce)

Młodzieżowe
- Brązowy medalista mistrzostw świata U-19 (1991)
- Mistrz:
  - Ameryki Południowej U-18 (1990)
  - panamerykański U-22 (1993)
- Uczestnik mistrzostw świata U–22 (1993)

## Polskie pochodzenie
Posiada polskie obywatelstwo. Jego dziadek Anatol wyjechał przed II wojną światową z Warszawy do Argentyny, kiedy był mały, wszyscy w jego domu mówili po polsku.